# Dirphya chrysostigma
Dirphya chrysostigma är en skalbaggsart som först beskrevs av Edgar von Harold 1878.  Dirphya chrysostigma ingår i släktet Dirphya och familjen långhorningar.
Artens utbredningsområde är:
- Angola.
- Malawi.
- Zimbabwe.

Inga underarter finns listade i Catalogue of Life.